# Ри (Верхние Пиренеи)
Ри (фр. Ris, окс. Arris) — коммуна во Франции, находится в регионе Юг — Пиренеи. Департамент — Верхние Пиренеи. Входит в состав кантона Бордер-Лурон. Округ коммуны — Баньер-де-Бигор.
Код INSEE коммуны — 65379.

## География

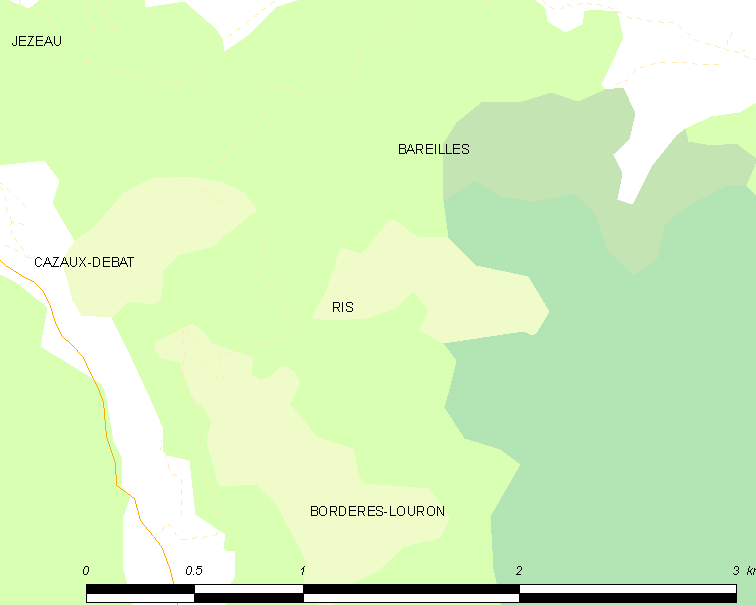
Карта коммуны

Коммуна расположена приблизительно в 680 км к югу от Парижа, в 120 км юго-западнее Тулузы, в 50 км к юго-востоку от Тарба.
Большую часть территории коммуны занимают леса.

## Климат
Климат умеренно-океанический с солнечной тёплой погодой и обильными осадками на протяжении практически всего года.

## Население
Население коммуны на 2010 год составляло 12 человек.
| 1962 | 1968 | 1975 | 1982 | 1990 | 1999 | 2010 |
| ---- | ---- | ---- | ---- | ---- | ---- | ---- |
| 17   | 15   | 11   | 9    | 10   | 12   | 12   |

## Администрация
| Период | Период | Фамилия      | Партия | Примечания |
| ------ | ------ | ------------ | ------ | ---------- |
| 2001   | 2020   | Николь Ашини |        |            |

## Экономика
В 2010 году среди 9 человек трудоспособного возраста (15—64 лет) 8 были экономически активными, 1 — неактивным (показатель активности — 88,9 %, в 1999 году было 85,7 %). Из 8 активных жителей работали 7 человек (4 мужчины и 3 женщины), безработной была 1 женщина. Среди 1 неактивного 1 человек был учеником или студентом, 0 — пенсионерами, 0 были неактивными по другим причинам.

## Достопримечательности
- Церковь Св. Власия
- Часовня Нотр-Дам-де-Неж